# 杨亮
楊亮，东晋軍事人物。弘农郡华阴县人，高祖父楊修，曾祖父楊囂，祖父楊準，父亲楊林。
他为人正直貞幹，年轻时出仕後趙，後趙滅亡後，在姚襄属下为将领。
永和十二年（356年）八月，他亲自向東晋征西大将軍桓温投降。楊亮被姚襄待为賓客。当他归顺桓温时，桓温问他姚襄的性格，他说：「姚襄神明器宇，孙策一类的人物，而雄武又超越孙策」。
太和五年（370年）八月，隴西郡人李高冒充成漢皇帝李雄之子，攻占涪城，时任梁州刺史的楊亮被逐出城。
太和6年（371年）四月，前秦軍军到达鷲峡，仇池君主楊纂率精兵五万拦截。楊亮给督護郭宝、卜靖千余骑兵，派去支援楊纂。
寧康元年（373年）八月，楊亮派其子杨广进犯仇池。杨广被前秦梁州刺史楊安击败，沮水周围諸城也相继被攻陷。楊亮恐惧，于是加强防御。
九月，前秦軍进犯梁州、益州。他率领包括巴獠的一万多名士兵迎战。两军在青谷交战，楊亮軍大败，退至西城固守。
太元二年（377年）十月，楊亮被任命为諮議参軍，奉命镇守江夏。
太元八年（383年）五月，东晋军队对前秦发动多路进攻。楊亮被任命为輔国将軍，攻入益州，攻克五城，俘虏将軍魏光，进至涪城。
六月，前秦後将军張蚝、歩兵校尉姚萇前往救援涪城。翌月，楊亮得知援军动静后，撤退。
太元九年（384年）五月，楊亮被任命为梁州刺史，率领大军五万，攻打益州。派巴西郡太守費統为前鋒，统率水陸兵三万，自己则驻扎在巴郡。
太元十一年（386年）六月，楊亮被任命为西戎校尉、雍州刺史，鎮守山陵。其子杨广、楊佺期、楊思平。